# Agaricus silvicola
Agaricus silvicola și sylvicola (Carlo Vittadini, 1838 ex Charles Horton Peck, 1872), sin. Psalliota silvicola (Carlo Vittadini, 1838 ex Charles Richon & Ernest Roze, 1885), numit în popor ciupercă de pădure (ca și Agaricus silvaticus precum Agaricus vaporarius), este o  specie saprofită de ciuperci comestibile din încrengătura Basidiomycota, în familia Agaricaceae și de genul Agaricus. Buretele se poate găsi în România, Basarabia și Bucovina de Nord în păduri de foioase și în cele de conifere, mai ales pe lângă fagi respectiv molizi, crescând solitar sau în grupuri mici, de la câmpie până la munte, din mai până în octombrie.

## Descriere

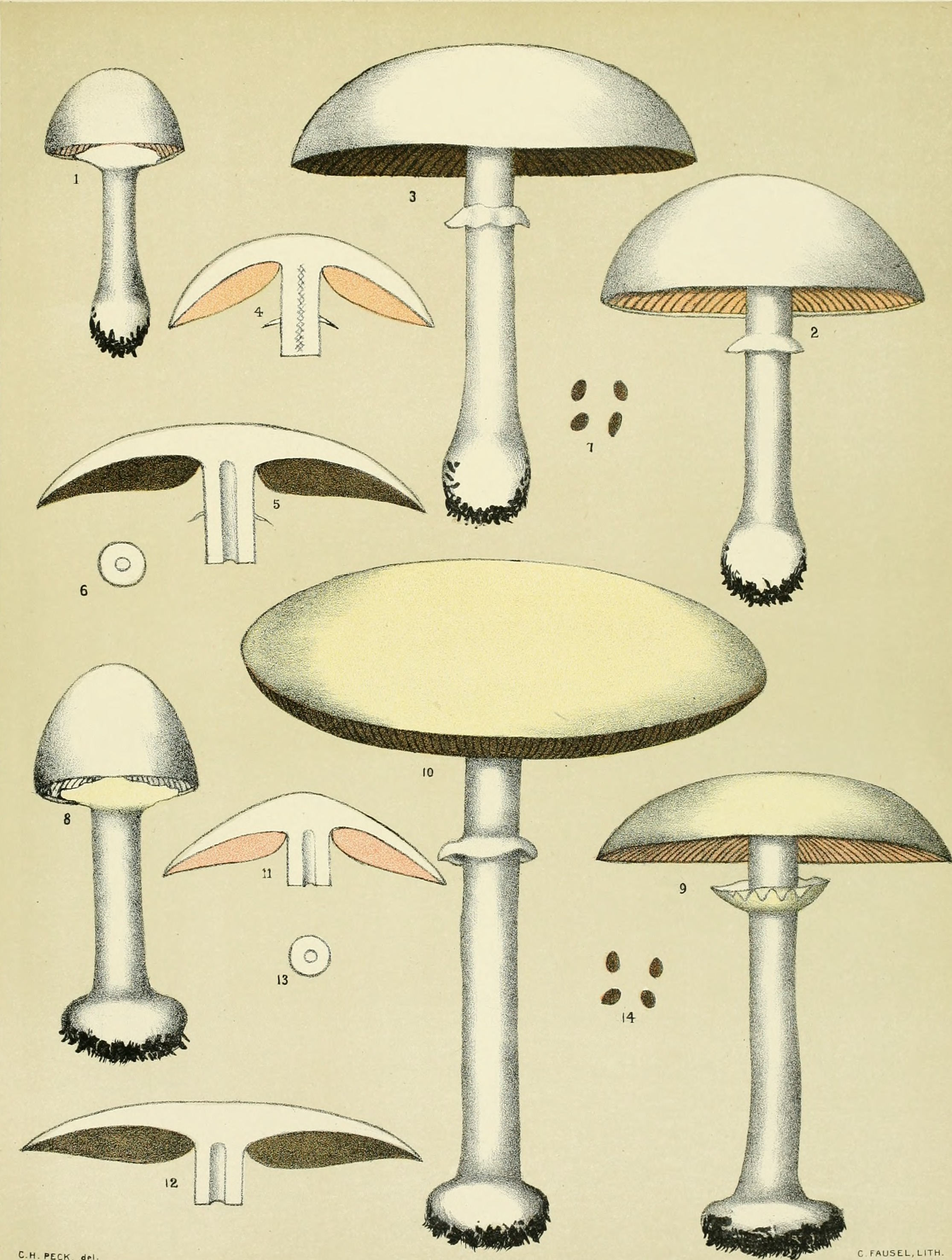

- Pălăria: are un diametru de 6-12 cm  și este amenajată central peste picior, fiind  inițial semisferică, cu marginea răsfrântă către picior, dar se aplatizează destul de repede, devenind la bătrânețe aproape plană. Cuticula este uscată cu aspect fibros, prezentând niciodată solzi sau scuame. Coloritul este originar alb, dar trece odată cu vârsta sau pe vreme uscată ușor în culoarea crem-gălbuie. Se decolorează la atingere sau leziune pal-gălbui.
- Lamelele: sunt lungi, subțiri, stau aglomerate, și libere de picior, inițial albe, schimbând coloritul apoi în pal-roz, gri-roz și la bătrânețe în maro de ciocolată închis.
- Sporii: sunt netezi și ovoidali cu o dimensiune cuprinsă între 5–6 × 3–4 microni. Culoarea lor este brun-purpurie.
- Piciorul: are o înălțime de 5-10 cm, o lățime de 1-1,5 (2) cm și este alb, neted, aproape cilindric, deja în tinerețe gol pe interior, sfârșind într-un mic bulb mărginit și turtit fără volvă care se decolorează la atingere gălbui. Prezintă o manșetă simplă, albă, membranoasă, trecătoare care se răsfrânge în jos peste picior.
- Carnea: este albă, destul de fragilă, pe măsura avansării în vârstă moale, îngălbenind (nici odată înroșind) după tăiere. Exemplare mai bătrâne capătă un accent maroniu. Buretele este de gust dulceag, având un miros intensiv de anason sau de migdale, mai ales spre bază, care nu se pierde complet în timpul preparării.[3][4][5]
- Reacții chimice: Buretele se decolorează cu Hidroxid de potasiu galben.[6]

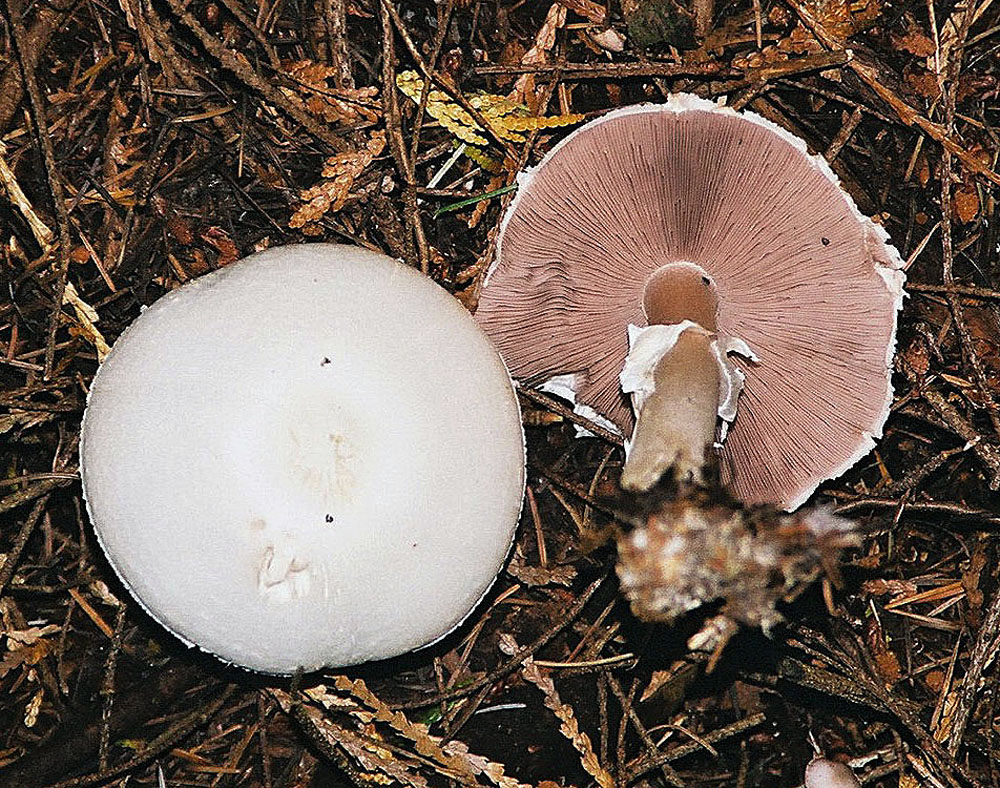
A. silvicola, lamele
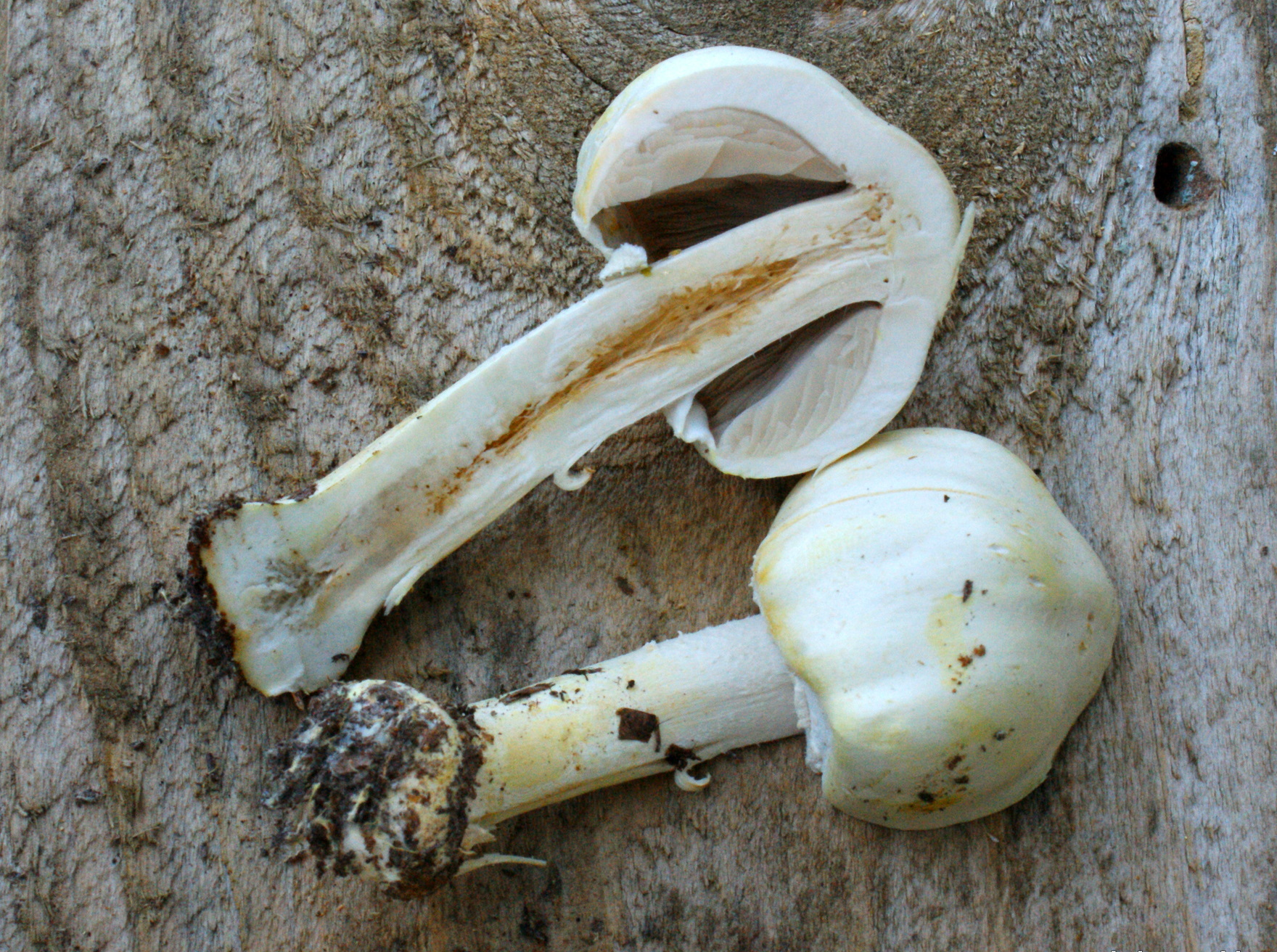
A. silvicola, secțiune longitudinală
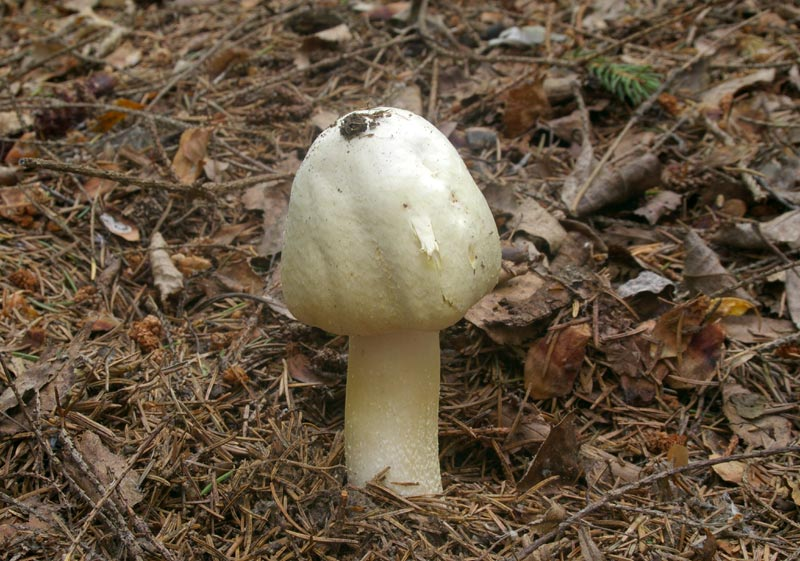
A. silvicola tânăr
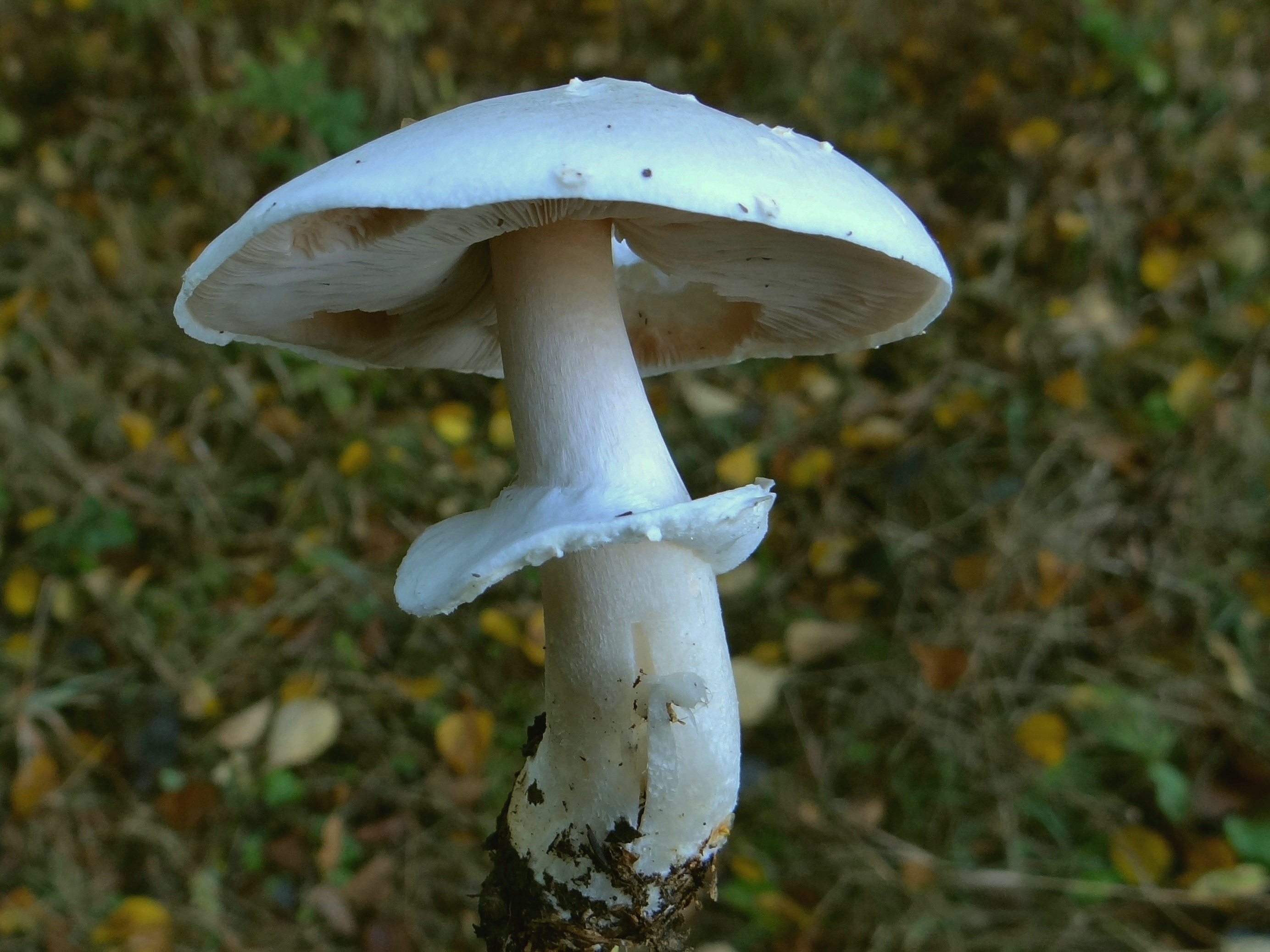
A. sylvicola matur

## Confuzii
În mod general,  ciuperca pădurii poate fi doar confundată cu alte specii inofensive de genul Agaricus care au miros de anason sau de alune, cum sunt Agaricus abruptibulbus, Agaricus albolutescens (comestibil), Agaricus arvensis sau Agaricus macrosporus, dar și cu celelalte soiuri albuie ale genului Agaricus fără mirosul specific,  ca de exemplu Agaricus bitorquis, Agaricus campestris, sau, de asemenea, cu Amanita Eliae, Calocybe gambosa ori Volvariella speciosa sin. Volvariella gloiocephala. Excepția fac otrăvitoarele Agaricus bresadolanus (otrăvitor), și Agaricus xanthodermus, a cărui carne de bază este colorată mereu galben, mirosind a iod, fenol sau cerneală. Altfel se prezintă situația, dacă un începător ar confunda soiul cu specii letale cum sunt Amanita phalloides, Amanita verna, Amanita virosa sau Inocybe erubescens care este în tinerețe alb.

## Specii asemănătoare în imagini

### Specii otrăvitoare de confundat

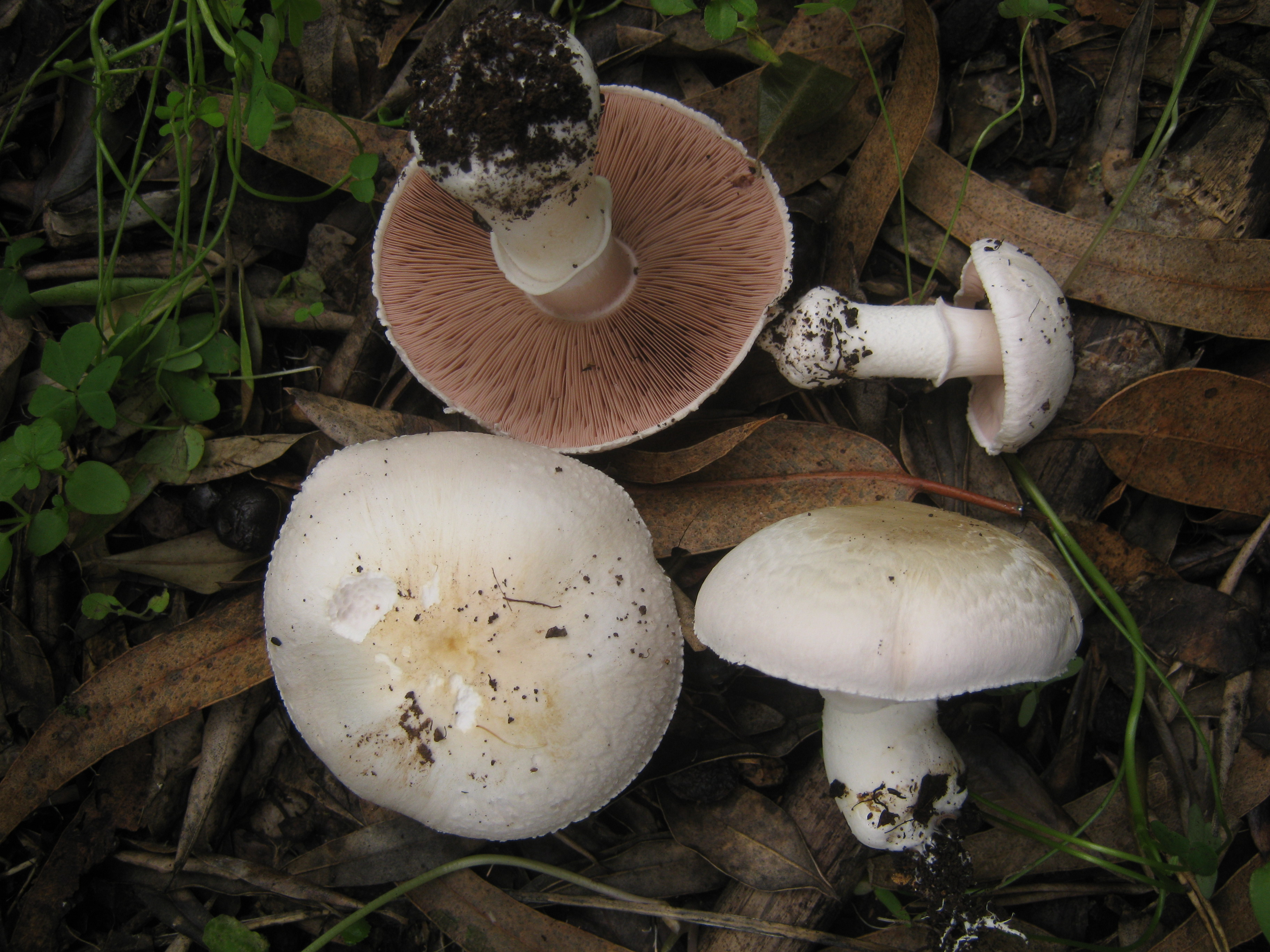
!!Agaricus bresadolanus!!
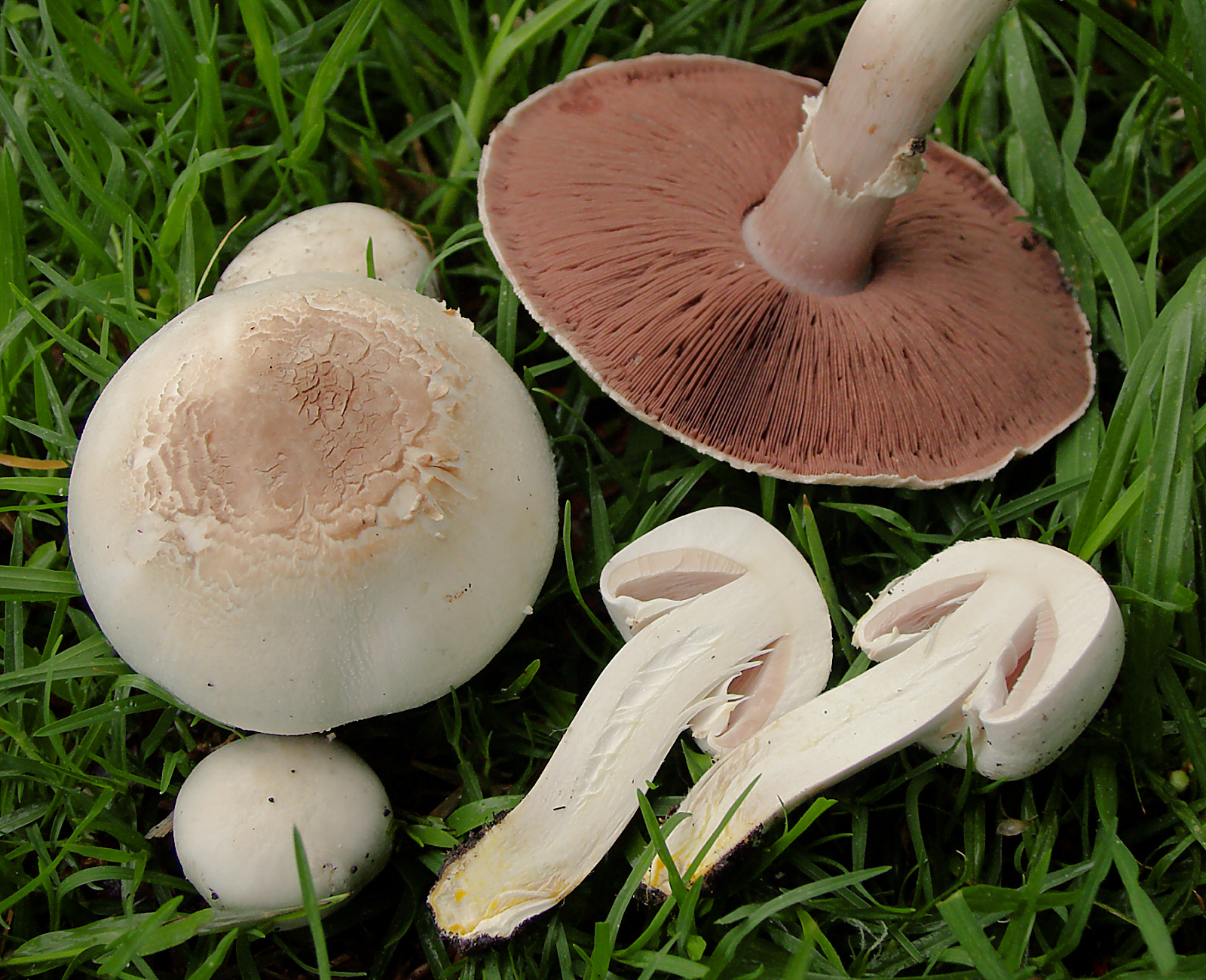
!! Agaricus xanthodermus !!
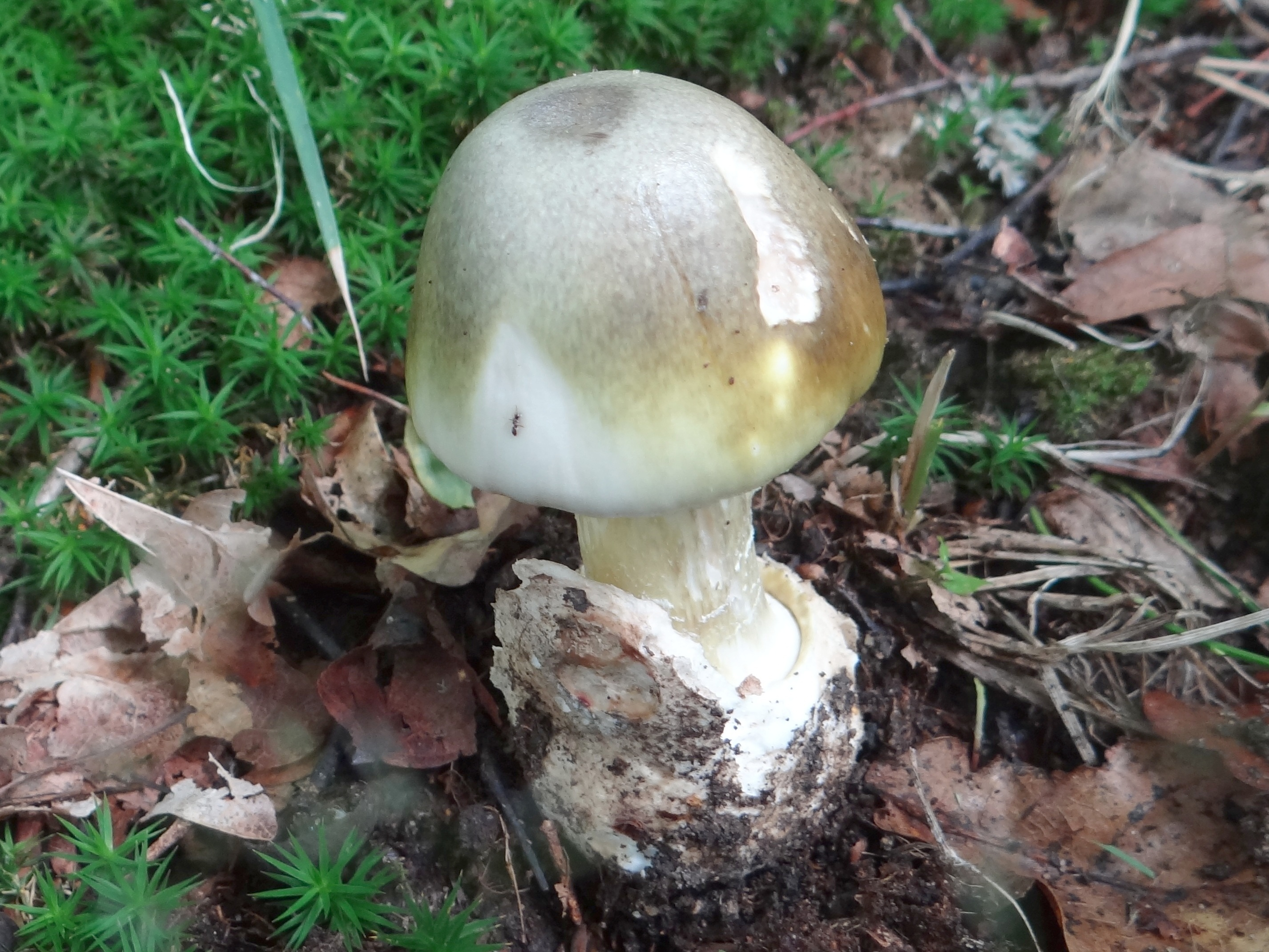
!!! Amanita phalloides !!!
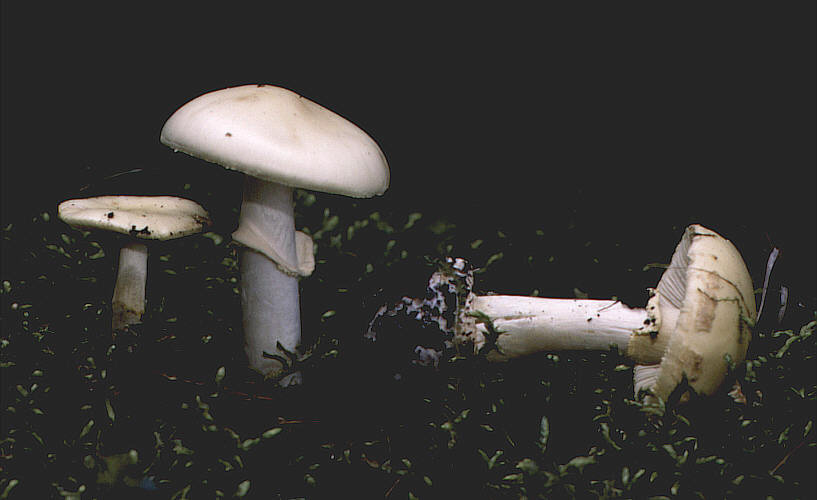
!!! Amanita verna !!!
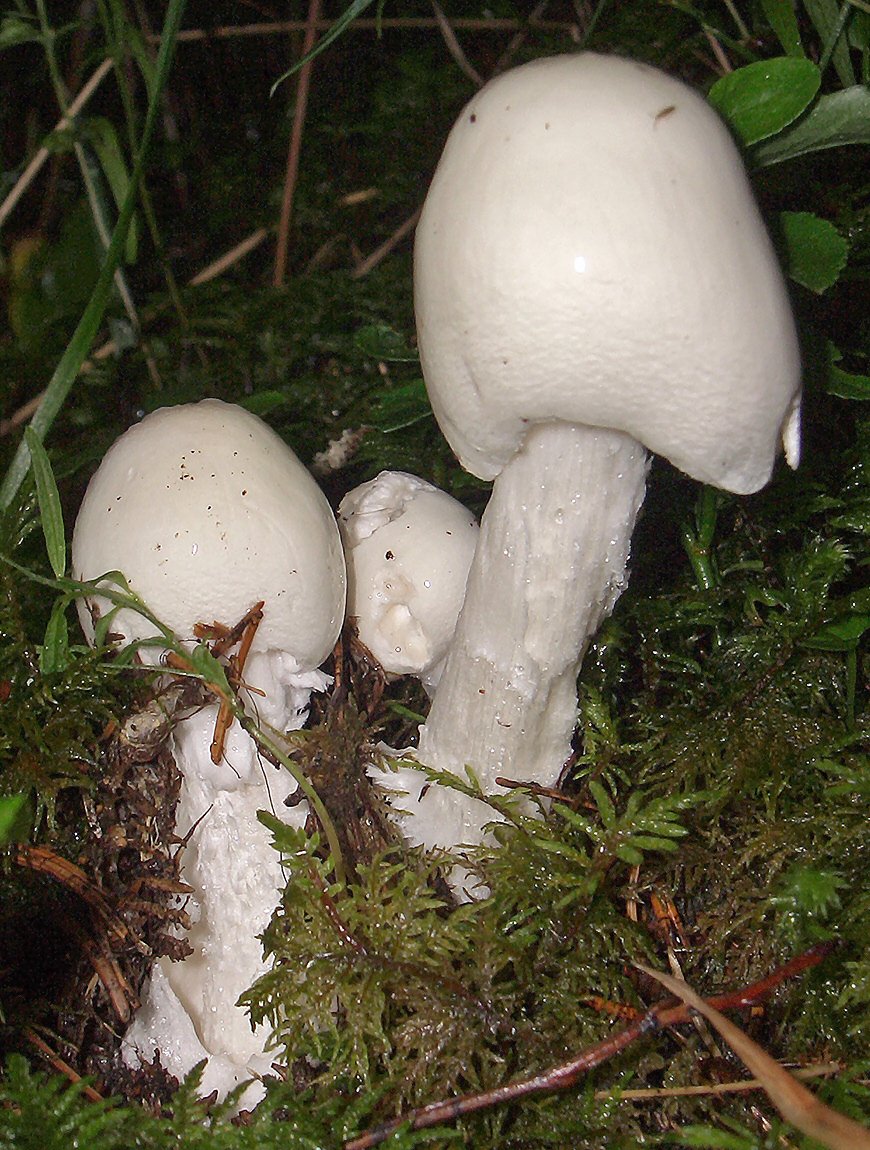
!!! Amanita virosa !!!
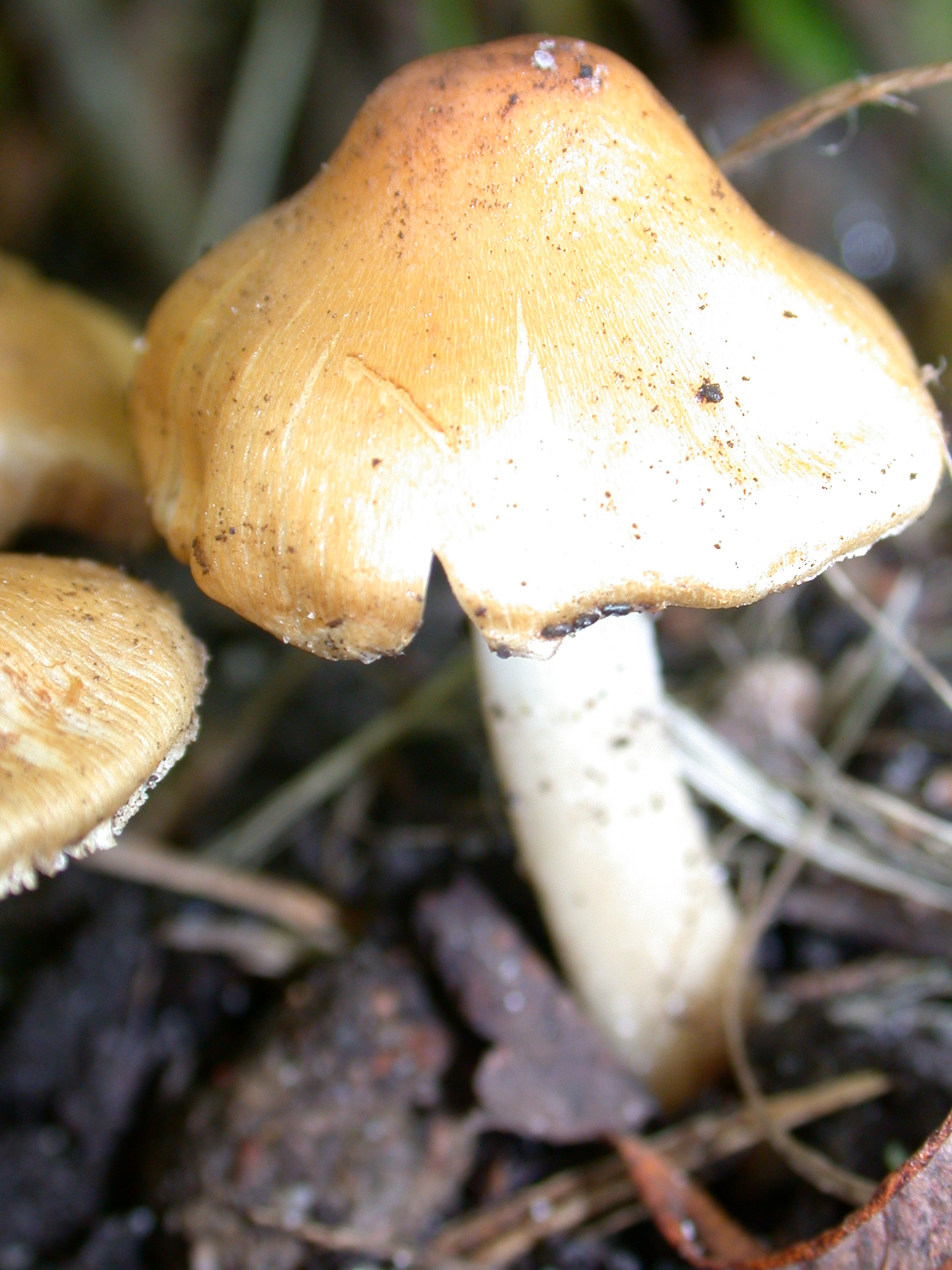
!!! Inocybe erubescens !!!

### Specii comestibile de confundat

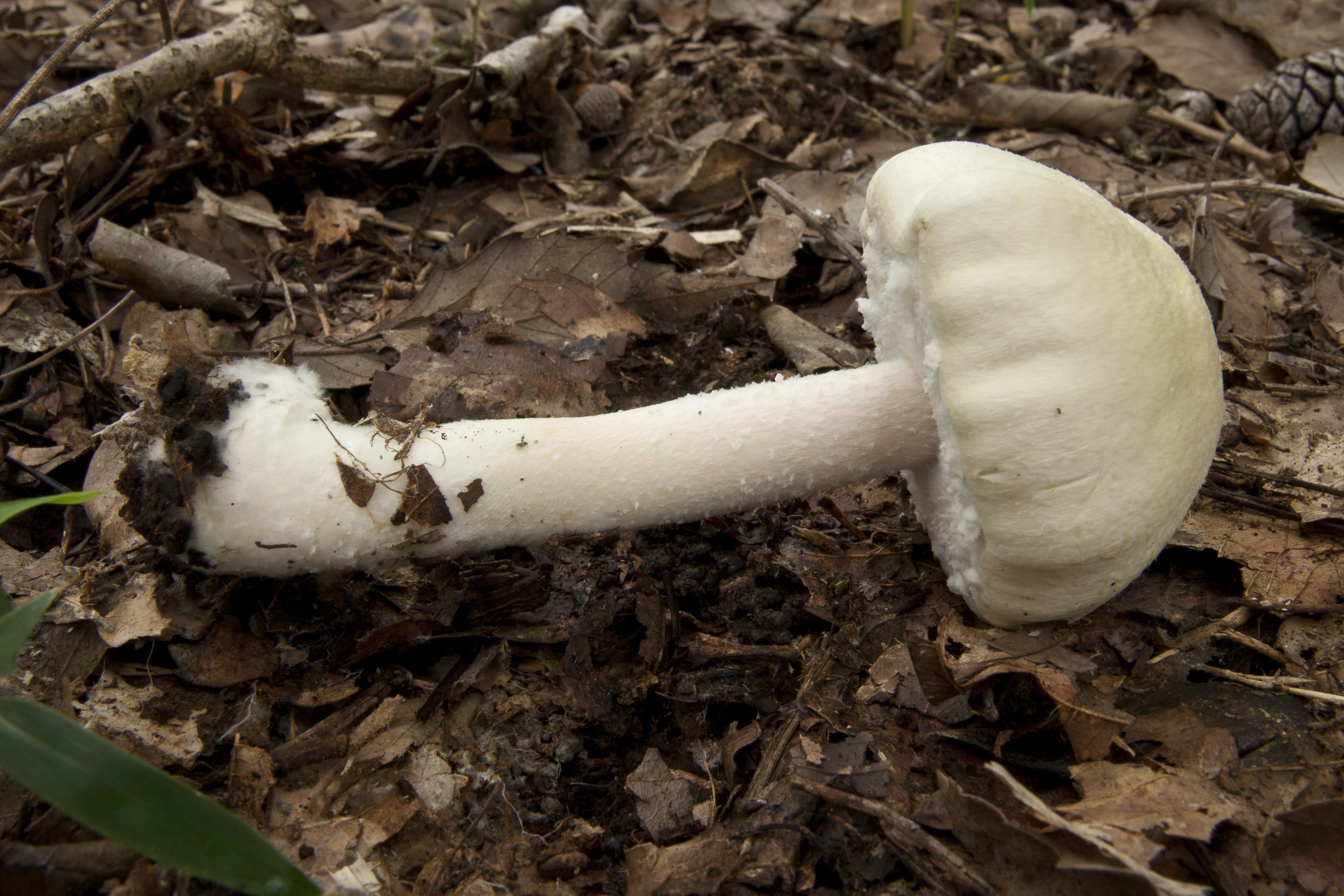
Agaricus abruptibulus
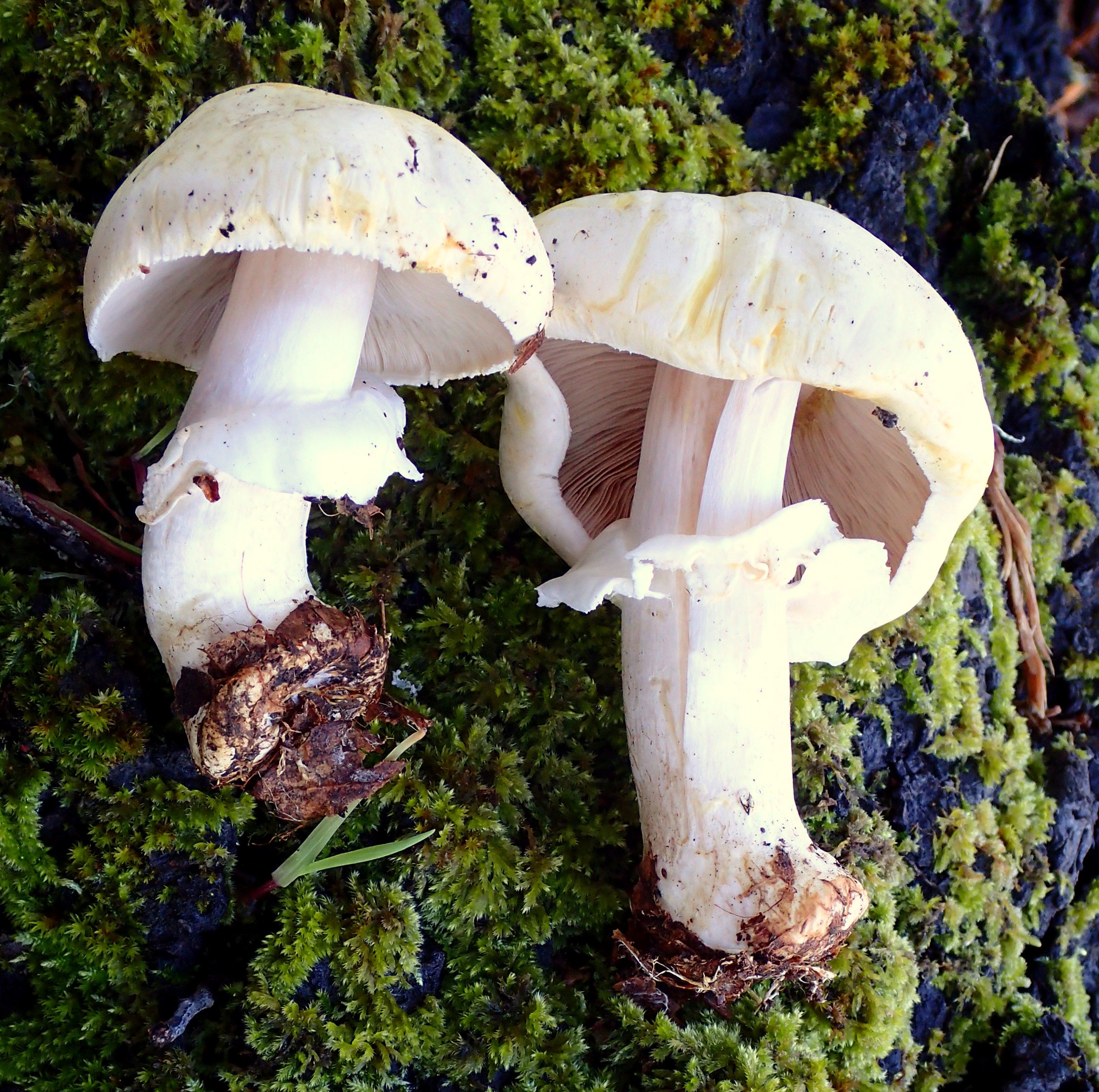
Agaricus albolutescens
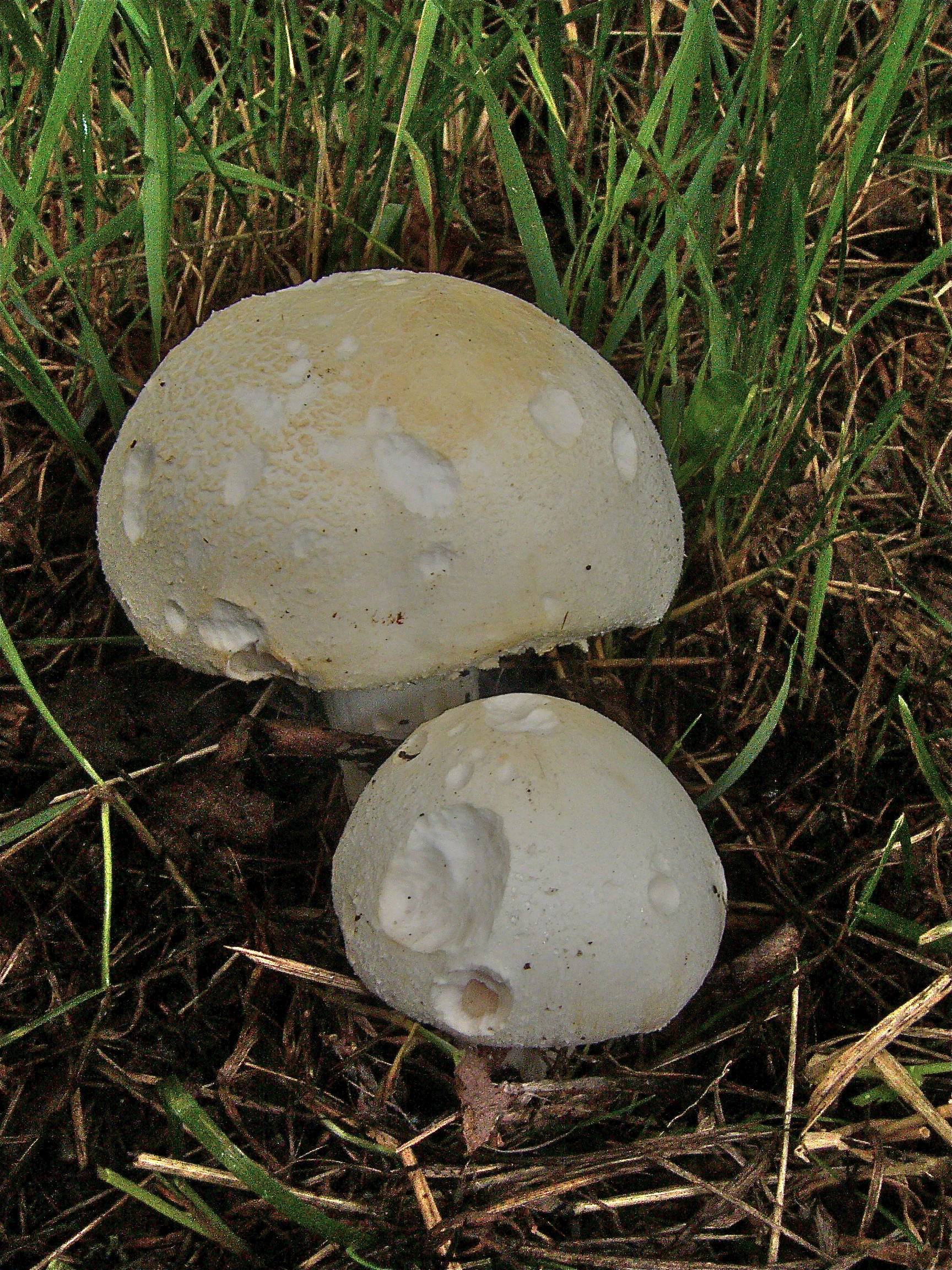
Agaricus arvensis
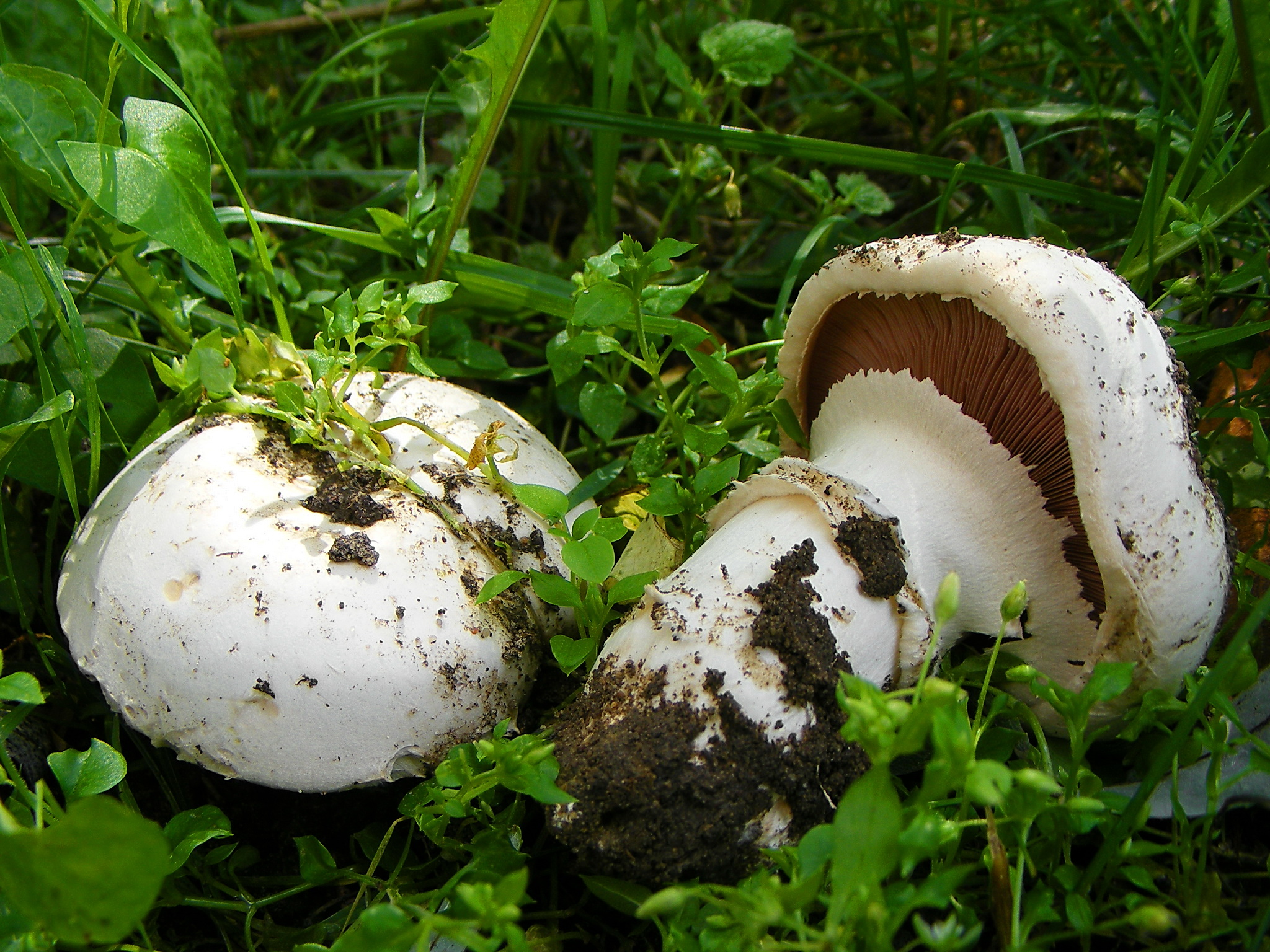
Agaricus bitorquis
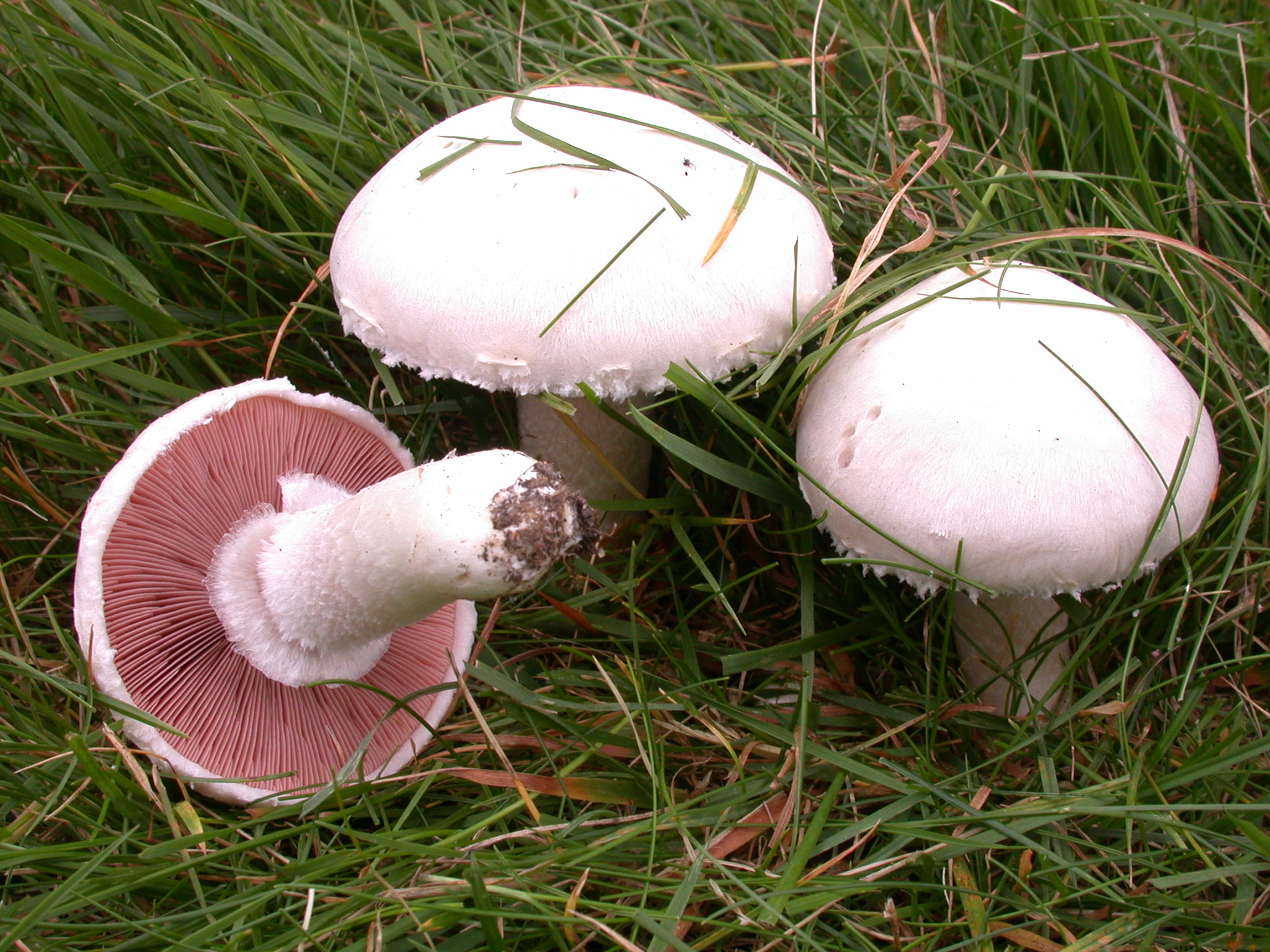
Agaricus campestris

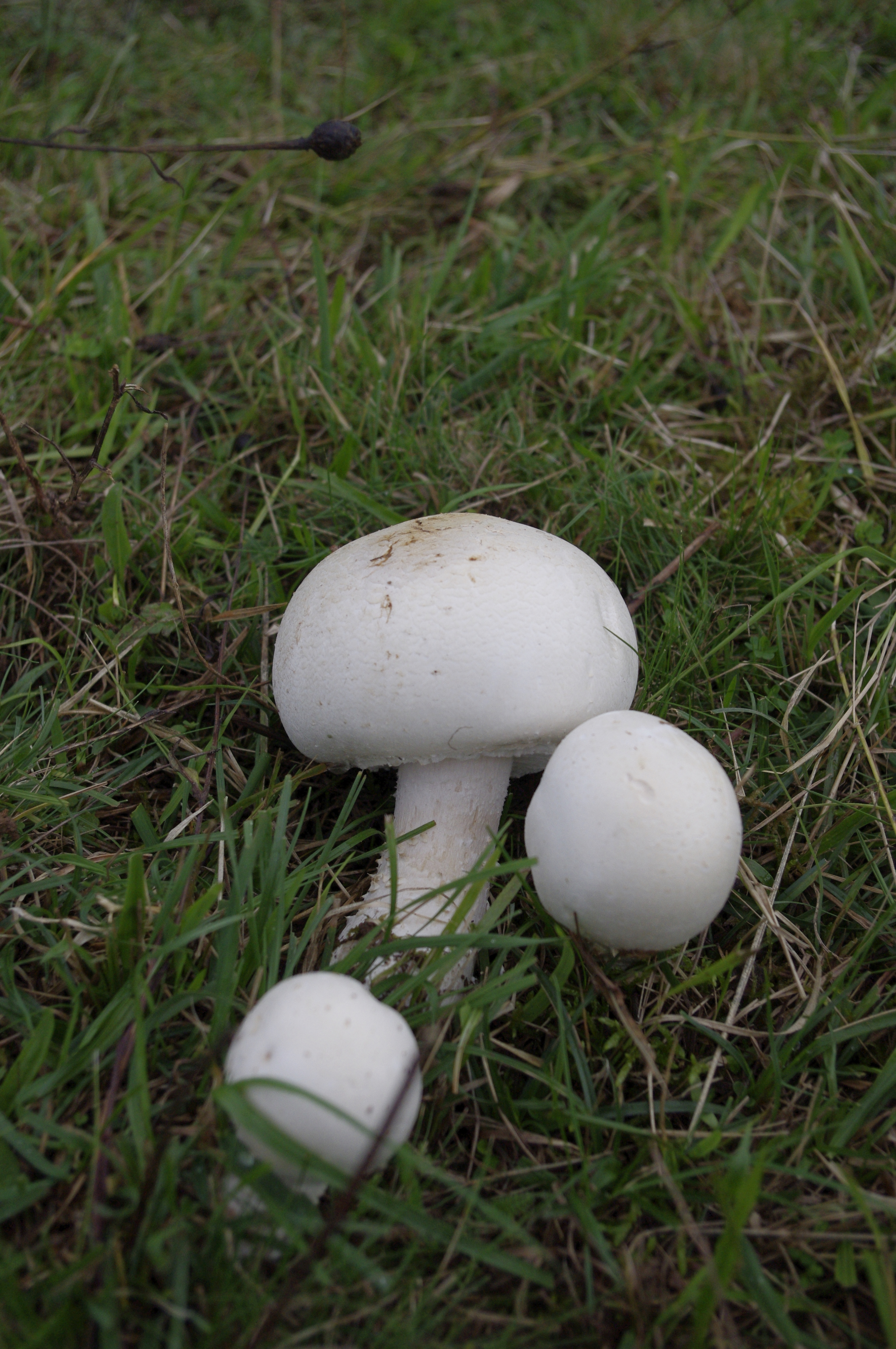
Agaricus macrosporus
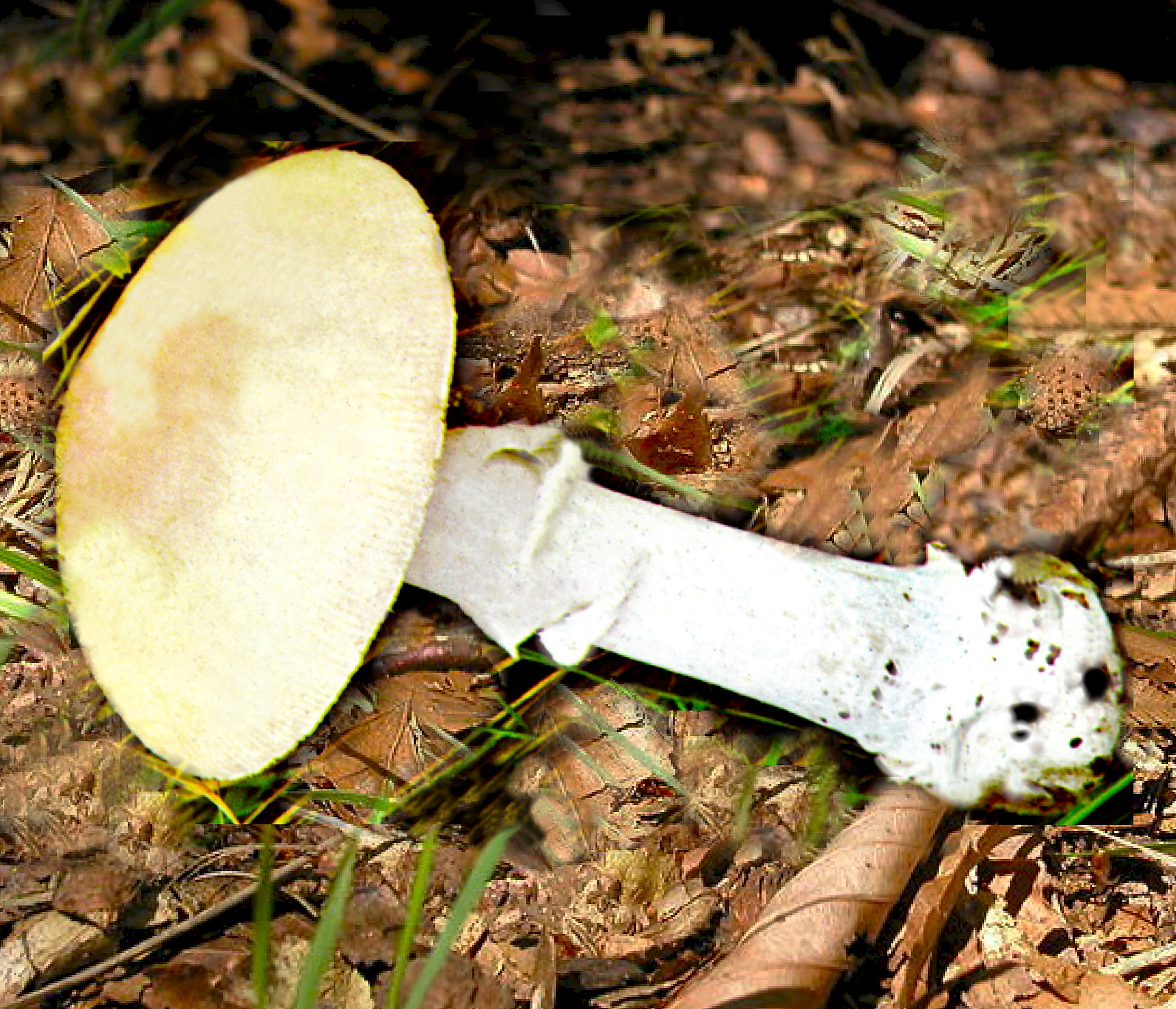
Amanita eliae
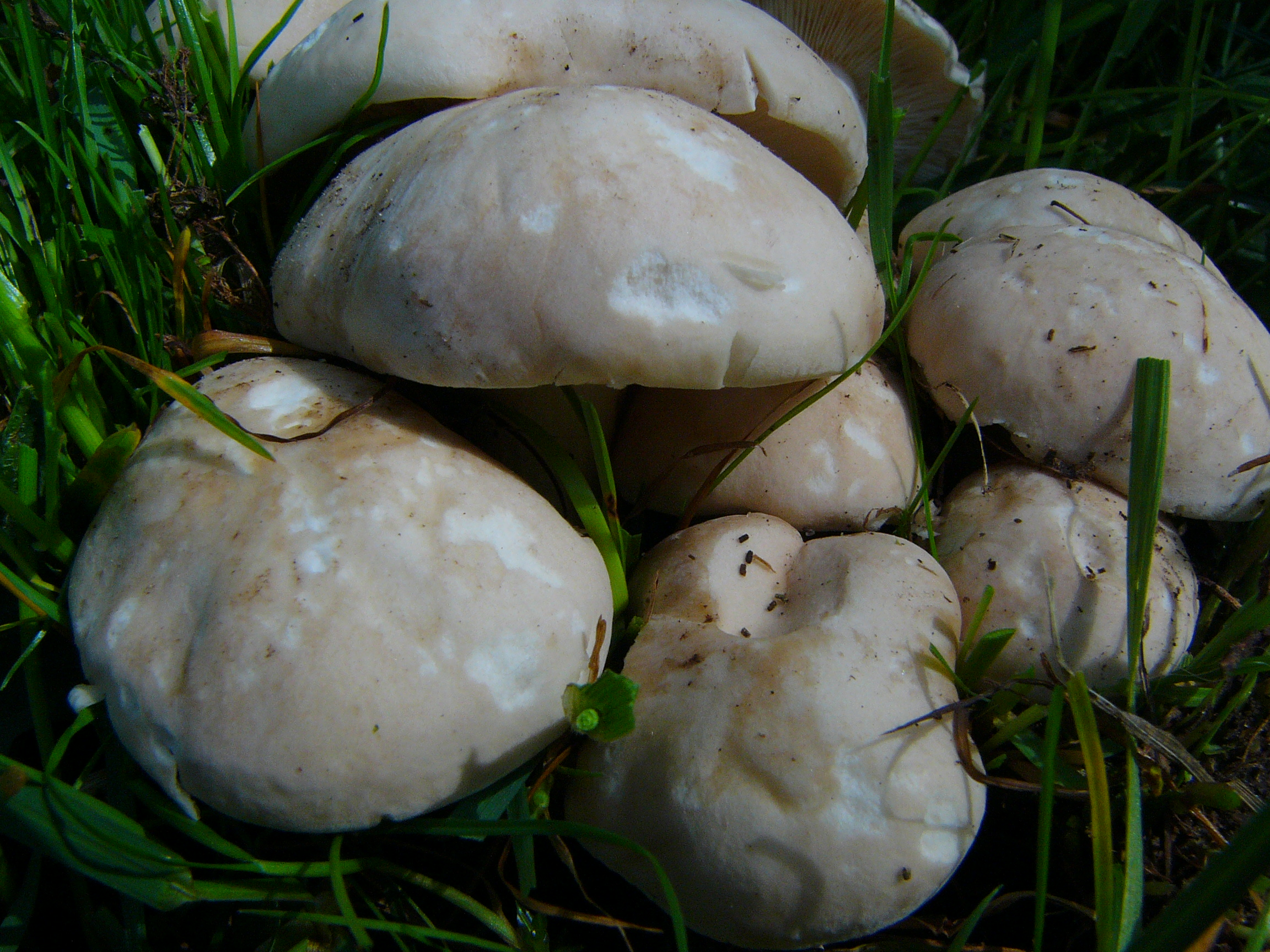
Calocybe gambosa
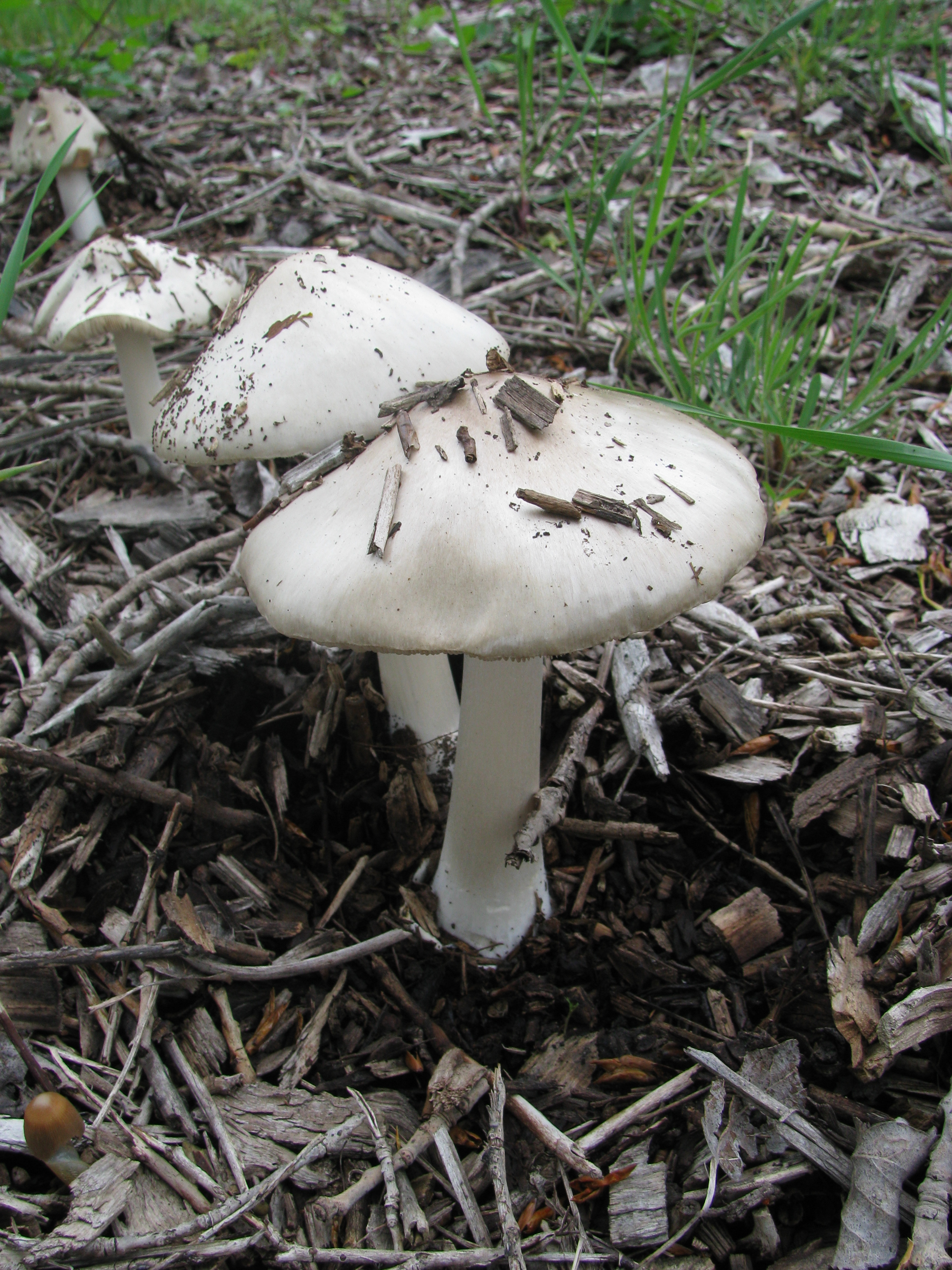
Volvariella speciosa

## Valorificare
Cu toate că această specie nu-și pierde mirosul de anason în timpul preparării complet, ciuperca de pădure este un burete mult căutat și consumat, pentru că gustos și de calitate bună. El  poate fi pregătit ca ciulama, de asemenea împreună cu alte ciuperci sau adăugat la un sos de carne, în special de vânat. Gustos este de asemenea cu jumări de ou, prăjit în unt cu verdețuri, ca umplutura unei plăcinte de foaie sau în mod ardelean (seu de porc, ceapă, ciuperci tăiate, morcov, păstârnac, boia ardei, smântână).